# Пестрак, Марек
Марек Пестрак (пол. Marek Piestrak, 31 марта 1938 года, Краков) — польский режиссёр, снявший несколько научно-фантастических фильмов, достаточно популярных в СССР.

## Фильмография
1. Cicha noc, Święta noc (1970)
2. Śledztwo (ТВ) (1973)
3. Cień tamtej wiosny (1974)
4. Дознание пилота Пиркса (1979) Test pilota Pirxa
5. Волчица (1982) Wilczyca
6. Przyłbice i kaptury (1985)
7. Заклятие долины змей (1987) Klątwa doliny węży
8. Возвращение волчицы (1990) Powrót wilczycy
9. Слеза князя тьмы (1992) Łza księcia ciemności
10. Lata i dni (1997)
11. Życie jak poker (1998-1999, сериал)
12. Odlotowe wakacje (1999)
13. Marszałek Piłsudski (2001)

## Награды
- Золотая Медаль «За заслуги в культуре Gloria Artis» (26 февраля 2025 года)[1]